# Fibromatose
Fibromatose é uma doença de etiologia desconhecida caracterizada por proliferação exagerada de tecido conjuntivo e produção de grandes quantidades de fibras colágenas espessas que formam massas irregulares ou nódulos. Na fibromatose palmar e plantar, as células proliferadas são miofibroblastos, razão pela qual a lesão tende a se contrair e produzir deformações nas mãos ou nos pés. Na fibromatose peniana (ou doença de Peyrone), a fibrose no dorso do pênis forma a massa que altera a anatomia do órgão. As fibromatoses palmar, plantar e peniana podem estacionar ou mesmo regredir espontaneamente, mas em muitos casos necessitam de intervenção cirúrgica. Pesquisas mostram a eficiência de métodos como a crioterapia no tratamento da patologia.
O tumor desmoide ou fibromatose agressiva se caracteriza pela proliferação de tecido conjuntivo que infiltra lentamente as estruturas vizinhas, especialmente fáscias e músculos. A lesão é muito celular na parte periférica, mas na região central é constituída por feixes grossos de colágeno parcialmente hialinizado. O tumor desmoide se origina nas fáscias dos músculos do ombro, coxas, tórax e abdômen; na parede abdominal é encontrado geralmente em mulheres após o parto. Tumores intra-abdominais são encontrados na parede pélvica ou no mesentério. A etiologia do tumor é desconhecida, mas o fator genético, devido a sua associação frequente com outras doenças hereditárias, é bastante considerado como agente etiológico.